# 신정왕후 (조선)
신정왕후 조씨(神貞王后 趙氏, 1809년 1월 9일(1808년 음력 12월 6일) ~ 1890년 5월 23일(음력 4월 17일))는 조선의 추존 왕비이자 대한제국의 추존 황후이다. 추존 국왕인 익종(문조 · 효명세자)의 아내이자 헌종의 어머니이며 고종의 양모이다.

## 개요
조선의 마지막 대왕대비이며 수렴청정을 한 마지막 왕비이다. 세자빈으로 입궁하여 대왕대비에 이르렀지만 남편의 요절로 인해 왕비로 등극하지 못했다. 헌종 재위기에는 친정인 풍양 조씨 일족이 국정을 주도였으며, 철종 대에 대왕대비가 되었다. 조대비(趙大妃)라는 이칭으로도 잘 알려져있다.
철종이 후사 없이 승하하자 흥선군의 둘째 아들 명복(고종)을 양자로 입적하여 즉위시키고 수렴청정을 실시하였다. 말년에는 조선의 개항과 개화 과정, 임오군란, 갑신정변 등 혼란한 격변기를 모두 지켜보았다.
조선의 왕비 가운데 가장 장수(81세 4개월 11일)하였으며, 가장 오랜기간(32년 6개월 9일) 대왕대비로 재위하였다.

## 생애

### 탄생과 가계
1808년(순조 8년) 12월 6일, 한성부 두모방의 두포(서울특별시 성동구 옥수동) 쌍호정 사저에서 풍은부원군 조만영과 덕안부부인 은진 송씨의 장녀로 태어났다.
고구마를 조선에 들여온 이조판서 조엄은 신정왕후의 증조부이며, 증조모인 홍씨부인은 홍현보의 딸로 혜경궁 홍씨의 고모이기도 하다. 부계로는 선조의 딸인 정명공주의 후손이며, 모계로는 송준길의 7대손이다.
남편 효명세자와는 홍현보를 공통 조상으로 하는 9촌이다.
| ┌─→    | 홍봉한   | → | 혜경궁 홍씨 | → | 정조   | → | 순조     | → | 익종 |
| 홍현보 |          |   |             |   |        |   |          |   |      |
| └─→    | 홍씨부인 | → | 조진관      | → | 조만영 | → | 신정왕후 |   |      |

### 세자빈 시절
1819년(순조 19년), 순조와 순원왕후의 아들인 효명세자와 혼례를 올리고 세자빈이 되었다. 이때 제작된 〈효명세자빈 책봉 죽책〉은 외규장각에 보관되어 있다가 병인양요 때 프랑스로 반출되었다. 이후 150여년만인 2018년 국외소재문화재재단이 프랑스의 개인 소장자로부터 구입하여 국내로 되돌아왔다.
1827년(순조 27년) 7월 18일, 원손(헌종)을 낳았다. 그러나 1830년(순조 30년) 5월, 남편인 효명세자가 요절하여 청상과부가 되었다. 같은해 9월, 아들 헌종이 왕세손에 책봉되었다.

### 왕대비 시절
1834년(순조 34년), 순조가 승하하고 아들 헌종이 왕위에 오르자 효명세자를 익종(翼宗)으로 추존하였다. 세자빈 조씨는 왕비를 거치지 않고 바로 왕대비가 되었다. 1836년(헌종 2년), 효유왕대비(孝裕王大妃)의 존호를 받았다. 헌종 시기, 시가인 안동 김씨와 친정인 풍양 조씨 두 가문에 의한 세도정치가 자행되었다.
1847년(헌종 13년), 40세를 맞이하여 창덕궁 인정전에서 생일을 축하하는 진하연이 열렸다. 헌종이 직접 치사(致詞)와 전문(箋文), 표리(表裏)를 올렸다.
1849년(헌종 15년), 헌종이 후사 없이 승하하면서 정조의 직계혈통이 단절되자, 순원왕후는 사도세자의 증손자이자 전계군(全溪君)의 아들인 덕완군 원범을 철종으로 옹립하였다.

### 대왕대비 시절
1857년(철종 8년), 시어머니인 순원왕후가 승하하자 대왕대비가 되었다.
1863년(철종 14년) 12월, 철종이 후사 없이 승하하자 왕위 계승권은 철종의 4촌인 익평군의 아들과 철종의 호적상 6촌인 흥선군의 아들들로 압축되었다. 흥선군은 신정왕후를 자주 찾아 친분을 쌓고 자신의 아들 중 한 명을 익종의 양자로 삼는다는 조건으로 왕위 계승에 대한 동의를 얻어냈다.

#### 고종의 즉위와 수렴청정
신정왕후는 흥선군의 둘째 아들 재황(載晃, 고종)을 익종의 양자로 삼아 익성군(益成君)의 군호를 내리고 왕으로 즉위시켰다. 고종이 11세에 불과하였기 때문에 신정왕후가 대왕대비이자 고종의 법적 어머니로서 수렴청정을 하였고, 고종의 친부인 흥선군이 대원군이 되어 집권하였는데, 조선 역사상 국왕의 생부가 생존하여 통치하는 전례 없는 광경이 연출되었다.
신정왕후는 중앙과 지방에 다음과 같이 유시하여 방계 혈통인 고종의 정통성을 천명하였다.
| “ | 계책을 정하여 전교한 가운데 대통(大統)이라고 한 것은 큰 윤리를 말한 것이다. 만일 나라를 전한 계통을 논한다면 정조 · 순조 · 익종 · 헌종의 계통이 전해져 대행 대왕(철종)에 이르고 주상께서 이어받았으니, 어찌 두 계통이라고 의심을 가지겠는가? 그러므로 익종은 황고(皇考)라 칭하고 헌종은 황형(皇兄)이라 칭하며, 대행 대왕은 황숙고(皇叔考), 효종자(孝從子)라고 칭하라. | ” |

#### 서얼 허통
조선시대에는 양반의 첩이 낳은 자녀를 서얼이라 하였는데, 첩의 신분이 양인이면 그 자식은 서자라고 하였고, 첩의 신분이 천민이면 그 자식은 얼자라고 하여 첩의 신분에 따라서 자식들을 또다시 구별하였다. 서자와 얼자를 합쳐 서얼이라고 칭한다. 태종은 서얼 금고령을 내려 서얼의 관직 진출을 제한했으며, 성종 대에 반포된 《경국대전》에 의해 성문화되었다.
서얼들은 이후 수백년간 조정에 관직의 진출을 요구하는 허통 운동을 벌였다. 조선 후기에 들어서면서 이들의 요구가 조금씩 받아들여졌다. 영조, 정조, 순조는 윤음과 절목을 내려 이들의 관직 진출 제한을 완화하고 서얼의 허통 범위를 확대하였다. 1851년(철종 2년), 서얼의 청요직 진출을 허용하고 문과 합격자에 대한 서얼 차별을 폐지하는 신해허통이 이루어졌으나, 여전히 서얼과 중인들이 관직에 진출하는 것에 대한 사회적 차별과 인식이 남아있었다.
1864년(고종 2년), 신정왕후는 전교를 내려 서얼의 허통을 분부하였고, 흥선대원군에 의해 서자들의 관직 제한이 완화되었다. 서얼과 중인들의 고위 관직 진출이 완전하게 허용된 것은 1882년(고종 20년)이며, 갑오개혁으로 신분제가 폐지되면서 형식적으로나마 신분에 관계 없이 관직 진출이 허용되었다.
 
대왕대비(大王大妃)가 전교하기를,
"우리 열성조(列聖朝)께서 서류(庶流)들도 등용하는 것을 허락해 준 것은
 모든 일을 곡진하게 이루려는 높은 덕과 큰 은혜이다.
 그러나 등용하는 것을 허락해 준 지 오랜 세월이 지났는데도 아직까지 실효가 없어서
 아무리 좋은 자질과 훌륭한 재주를 지녀 남보다 뛰어난 사람이라 하더라도
 일단 서출(庶出)이란 이름이 붙은 다음에는 철문이 앞을 가로막고 있는 것처럼 된다.
 그들도 대대로 벼슬살이를 하는 집안의 후손으로서 타고난 자질도 다르지 않건만
 전부 벼슬길을 막아서 어느 곳에나 소용없이 만들어 버린 지 벌써 수백 년이 되었다.
 이는 또한 이치로 보나 형편으로 보나 더 이상 지속될 수 없는 일이다.
 이제부터는 옛 규례에 구애되지 말고 재주에 따라 등용하여
 억울하다는 한탄이 나오지 않게 하라고 양전(兩銓)에 분부하라."

하였다.
 — 《고종실록》 1권,
고종 1년(1864년) 1월 18일 (경신)
1866년(고종 3년) 2월, 신정왕후는 수렴청정을 거두고 고종의 친부인 흥선대원군에게 전권을 위임하고 물러났다.
| “ | 내가 미망인으로 지극히 중대한 책임을 맡은 지 어느덧 4년이라는 오랜 세월이 지나갔다. 예로부터 왕비가 조정에서 정사를 처리하는 것은 곧 나라를 다스리는 데 큰 불행이다. 돌이켜보면 나는 덕이 없으니 어찌 감히 옛날의 현명한 왕후들과 비슷이나 하겠는가? 그런데 온 나라가 망극한 때를 당하여 여러 신하들이 역대 임금의 사적을 들어 눈물을 흘리며 요청했고, 나도 종묘 사직이 큰 근본이기에 마지못해 억지로 윤허하였다. 그러나 지금은 주상의 나이가 이미 장성했고, 성상의 성품은 하늘에서 내려준 것으로서 슬기로운 지혜가 날로 발전하고 있으며, 중요한 공무를 밝게 익히고 학문이 독실하니, 모든 정사를 직접 맡아 처리할 수 있는데, 내가 계속 이 자리에 앉아있다는 것은 나라의 체모를 존중하고 큰 법을 바로 세우는 데 심히 어긋나는 일이다. 오늘부터 크고 작은 공무를 일체 주상이 총괄 처리하되, 하늘을 공경하고 조상을 본받으며 학문에 힘쓰고 백성을 사랑하며 대신을 예우하고 대대로 녹봉을 받는 신하를 보전하며 우리 선대 임금의 가법(家法)을 지키도록 주상은 힘쓸 것이다. 다 같이 공경하고 서로 도우며 인도하고 바로잡아 우리의 끝없는 국운을 견고하게 하도록 대신들과 여러 신하들에게 크게 기대한다. | ” |
|   | — 수렴청정을 거두겠다는 대왕대비의 하교 |   |

### 최후
1890년(고종 27년) 4월 17일, 경복궁 흥복전(興福殿)에서 승하하였다.

#### 시호와 능묘
시호는 신정(神貞)이며 백성들이 이름할 수 없는 것을 '신(神)'이라 하고, 원대한 계책을 성취한 것을 '정(貞)'이라 한다. 능은 경기도 구리시 동구릉 내에 남편 문조와 합장되어 있는 수릉(綏陵)이다.

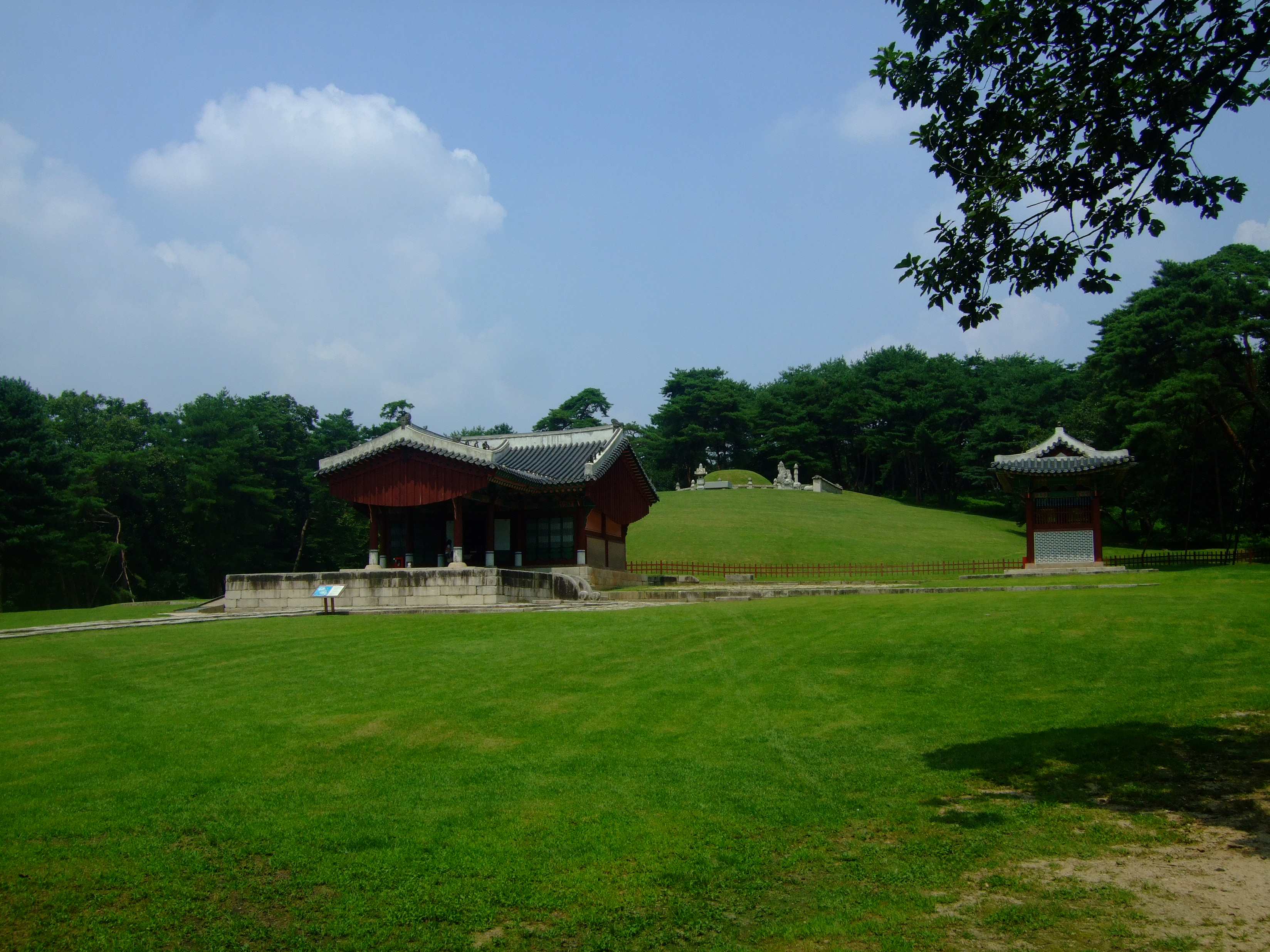
익종과 신정왕후의 능인 수릉

1899년(광무 3년), 남편 익종의 묘호가 문조(文祖)로 개칭되고 익황제(翼皇帝)로 추증되자, 신정왕후 또한 신정익황후(神貞翼皇后)로 추증되었다.

## 조대비 사순칭경진하도 병풍
1847년(헌종 13년) 1월 1일, 신정왕후가 40세가 된 해를 맞이하여 창덕궁 인정전에서 400여명이 참석한 가운데 생일을 축하하는 진하연이 열렸다. 헌종은 어머니 신정왕후에게 직접 치사(致詞)와 전문(箋文), 표리(表裏)를 올렸다. 또한 신정왕후의 사순을 기념하여 헌종은 공인 3000석과 시민의 한 달 동안의 요역등을 특별히 탕감해 주었다.
신정왕후의 40세를 축하하는 진하연을 그린 〈조대비 사순칭경진하도 병풍〉은 보물 제732호로 지정되어 있다.

보물 제732호 〈조대비 사순칭경진하도 병풍〉

## 가족 관계
| 조선의 추존 왕비 대한제국의 추존 황후 | 신정익황후 조씨 神貞翼皇后 趙氏 | 출생 | 1809년 1월 9일 (1808년 음력 12월 6일) 조선 한성부 두모방 두포 쌍호정 사제 |
| 조선의 추존 왕비 대한제국의 추존 황후 | 신정익황후 조씨 神貞翼皇后 趙氏 | 사망 | 1890년 5월 23일 (음력 4월 17일) (81세) 조선 한성부 경복궁 흥복전          |

|    |                                     | 본관 | 생몰년          | 부모                              | 비고           |
| -- | ----------------------------------- | ---- | --------------- | --------------------------------- | -------------- |
| 부 | 풍은부원군 조만영 豊恩府院君 趙萬永 | 풍양 | 1776년 - 1846년 | 조진관 趙鎭寬 남양 홍씨 南陽 洪氏 |                |
| 모 | 덕안부부인 송씨 德安府夫人 宋氏     | 은진 | 1776년 - 1834년 | 송시연 宋時淵 안동 김씨 安東 金氏 | 송준길의 6대손 |

| 조선의 추존 국왕 대한제국의 추존 황제 | 문조 익황제 文祖 翼皇帝 | 출생 | 1809년 9월 6일 (음력 8월 9일) 조선 한성부 창덕궁 대조전         |
| 조선의 추존 국왕 대한제국의 추존 황제 | 문조 익황제 文祖 翼皇帝 | 사망 | 1830년 6월 13일 (음력 5월 6일) (20세) 조선 한성부 창덕궁 희정당 |

| 작호 | 작호                                      | 이름  | 생몰년          | 배우자                                                                                              | 비고                             |
| ---- | ----------------------------------------- | ----- | --------------- | --------------------------------------------------------------------------------------------------- | -------------------------------- |
| 장남 | 헌종 성황제 憲宗 成皇帝 헌종대왕 憲宗大王 | 환 烉 | 1827년 - 1849년 | 효현성황후 김씨 孝顯成皇后 金氏 효현왕후 孝顯王后 효정성황후 홍씨 孝定成皇后 洪氏 효정왕후 孝定王后 | 제24대 국왕 대한제국의 추존 황제 |
|      |                                           |       |                 | |                                  |
| 양자 | 고종 태황제 高宗 太皇帝 익성군 益成君     | 희 㷩 | 1852년 - 1919년 | 명성태황후 민씨 明成太皇后 閔氏 명성황후 明成王后                                                   | 제26대 국왕 대한제국의 초대 황제 |

## 신정왕후가 등장하는 작품
- 《풍운》(1982년, KBS1) - 반효정
- 《조선왕조오백년 - 대원군》(1990년, MBC) - 고두심
- 《찬란한 여명》(1995년~1996년, KBS1) - 김용림
- 《명성황후》(2001년~2002년, KBS2) - 김용림
- 《닥터 진》(2012년, MBC) - 정혜선
- 《구르미 그린 달빛》(2016년, KBS2) - 채수빈
- 《바람과 구름과 비》(2020년, TV조선) - 김보연
- 《철인왕후》(2020년, tvN) - 조선주

## 관련 문화재
- 효명세자빈 책봉 죽책
- 조대비 사순칭경진하도 병풍 (보물 제732호)
- 범어사 황실축원 장엄수 (부산광역시 민속문화재 제1호)